# Терегулова, Алия Рамазан кызы
Алия Рамазан кызы Терегулова (13 мая 1913, Тифлис – 13 марта 1968, Москва) — азербайджанская актриса. Заслуженная артистка Азербайджанской ССР (1943).

## Биография и творческая деятельность
Алия Рамазан кызы Терегулова родилась 13 мая 1913 года в Тифлисе.
Являлась представительницей известного рода Терегуловых (Танрыгуловых). Обладала обаятельной и привлекательной сценической внешностью, красивой фигурой. Ей удавалось мастерски исполнять арии и дуэты в движении. Одна из актрис, принесших романтику, лиризм и искренность в исполнение дуэтов на азербайджанской сцене.
C 10-и лет регулярно занималась музыкой. По окончании средней школы поступила на вокальный факультет Азербайджанской государственной консерватории. Окончив вуз в 1937 году, Терегулова стала солисткой в Театре оперы и балета. Там она исполняла партии Наргиз и Марьям («Наргиз», Муслим Магомаев), Гюльзар («Шахсенем», Рейнгольд Гриэр), Агджа гыз («Ашуг Гариб», Зульфугар Гаджибеков).
Когда в 1938 году был открыт Азербайджанский государственный театр музыкальной комедии, Терегулова была приглашена в труппу. В 1949 году, после закрытия театра, работала в Музыкальном эстрадном ансамбле, созданном в Филармонии, а также в Театре юного зрителя. После повторного открытия в 1956 году Театра музыкальной комедии она проработала там некоторое время.
17 июня 1943 года Алия Терегулова была удостоена почетного звания заслуженной артистки Азербайджанской ССР. Последние 10 лет своей жизни Алия Терегулова прожила в Москве и скончалась там 13 марта 1968 года.
В Театре музыкальной комедии актриса создала образы Аси и Гюльчохры, Миннят ханым, Гюльназ в  таких известных произведениях Узеира Гаджибекова, как «Аршин мал алан», «Муж и жена» и «Мешади Ибад», Беатриче («Слуга двух господ», Карло Гольдони и Шамсаддин Фатуллаев), Шарафнисы («Дервиш Мастали Шах», Мирза Фатали Ахундзаде и Шамсаддин Фатуллаев), Кето («Кето и Котэ», Владимир Долидзе), Дурны («Дурна», Сулейман Рустам и Саид Рустамов), Баядеры («Баядера», Имре Кальман), Гызылгюль («Гызылгюль», Магеррам Ализаде и Солтан Гаджибеков), Мирвари («Чья свадьба?», Магеррам Ализаде и Агасы Мешадибеков), Назназ («Пятирублёвая невеста», Мамед Саид Ордубади и Саид Рустамов) и др.